# Петропавловск (броненосец)
Эска́дренный бронено́сец «Петропа́вловск» — броненосец Российского императорского флота типа «Полтава» времён русско-японской войны. «Петропавловск» являлся флагманом 1-й Тихоокеанской эскадры и участвовал в боях с японским флотом. 31 марта 1904 года броненосец подорвался на японской мине вблизи Порт-Артура и затонул. Потеря корабля и гибель находившегося на нём вице-адмирала Степана Макарова стали трагедией для русского флота.

## Основные характеристики
Водоизмещение нормальное по проекту 10 960 дл. т, реальное 11 354 дл. т.
Размерения: длина между перпендикулярами 108,7 м, по ватерлинии 112,5 м, наибольшая 114,3 м; ширина 21,34 м; осадка носом 7,6 м, кормой 7,9 м, в полном грузу фактическая до 8,6 м.
Бронирование (сталеникелевая броня: главный пояс 406—305 мм (у нижней кромки 203—152 мм, центральная часть пояса из гарвеевской брони), верхний пояс 127 мм, бронепалуба 51—76 мм, башни и барбеты главного калибра 254 мм, башни и барбеты среднего калибра 127 мм, рубка 229 мм.
Вооружение: четыре 305-мм/40-кал орудия в двух башнях (по 58 выстрелов на ствол), двенадцать 152-мм/45-кал пушек Канэ (четыре спаренные башенные установки и четыре орудия в батарее; по 200 выстрелов на ствол); десять 47-мм и 28 37-мм пушек Гочкиса; два десантных 63,5-мм орудия Барановского; два 457-мм и четыре 381-мм торпедных аппарата; 50 сфероконических мин.
Мощность машин фактическая без форсировки 11 213 инд.л. с., максимальная скорость 16,86 узлов, средняя скорость на испытаниях 16,38 узлов. Запас угля нормальный 700 или 900 т, полный 1050, 1200 или 1500 т (данные разнятся); дальность плавания 10-узловым ходом при запасе 900 т — 2800 миль, 1200 т — 3750 миль, 15-узловым ходом при полном запасе — 1750 миль.
Экипаж: 21—27 офицеров и 605—625 нижних чинов.

## Описание конструкции

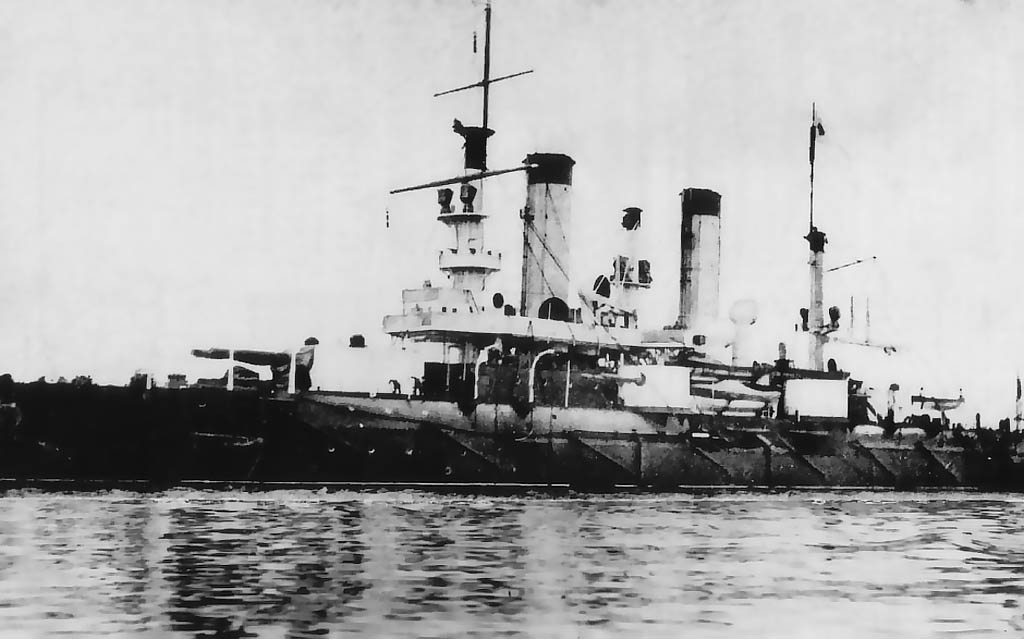
Броненосец «Петропавловск», вид с левого борта

### Корпус
«Петропавловск» имел своеобразную форму надводной части корпуса: борта над главной палубой были сильно завалены внутрь (такая форма позволяла сэкономить «верхний» вес корпуса и была характерна для французских кораблей; в российском флоте её имел броненосный крейсер «Адмирал Нахимов»). Корпус с прямым форштевнем и скруглённой кормой имел три полных палубы: нижнюю, главную (батарейную) и верхнюю; высота орудий главного калибра над водой при этом составляла 7,9 м. Таран выдавался от форштевня на 2 м и подкреплялся броневой палубой изнутри и шпироном снаружи. Боковые кили проходили примерно от центра носовой башни до центра кормовой. Длина корабля по ватерлинии — 112,5 м, ширина на миделе — 21,3 м, осадка в полном грузу — 8,6 м. Корабль имел три мачты: традиционные фок- и грот-мачту и вентиляционную мачту между дымовыми трубами. Последняя была ниже труб, что являлось главным внешним отличием «Петропавловска» от других кораблей серии.

### Бронирование
Информация по бронированию броненосцев типа «Полтава» весьма противоречива и неполна. Изначально корабли предполагалось защитить сталежелезной бронёй, вскоре появилась полностью стальная броня, которую начали легировать добавками хрома или никеля. Спустя немного времени сталь придумали закалять по способу Гарвея и в конце концов — методом Круппа. Эти изменения, произошедшие на протяжении буквально нескольких лет, постарались учесть и на «полтавах», из-за чего у кораблей этой серии броня различалась и по толщине, и по качеству, а абсолютно достоверной информации по их бронезащите в открытой печати не встречалось.
Качество брони отличалось на разных участках. Большая часть вертикального бронирования была выполнена из сталеникелевой брони, изготовленной на Ижорском заводе. Броневая палуба была изготовлена из мягкой никелевой стали. На центральную часть пояса толщиной 406 мм пошла специально закупленная в США на заводе фирмы «Бетлехем айрон компани» гарвеевская броня (всего приобретено 605 тонн по 485,55 рублей за тонну).

### Артиллерийское вооружение
Согласно первоначальному проекту, вооружение корабля должны были составлять четыре 305-мм 35-калиберных орудия и восемь 203-мм 35-калиберных. В 1893 году было принято решение о замене артиллерии на орудия новых систем — 305-мм 40-калиберные и 152-мм 45-калиберные, причём последних предполагалось установить 12, поскольку они более чем вдвое были легче, чем ранее планировавшиеся восьмидюймовки. Новые пушки имели бо́льшую начальную скорость снаряда и скорострельность, но промышленность, как обычно, не смогла наладить их производство в достаточном количестве и в нужное время, что задержало ввод кораблей в строй.
Артиллерия главного калибра «Петропавловска» была представлена четырьмя 305-мм 40-калиберными орудиями, располагавшимися попарно в носовой и кормовой башнях. Башенные установки имели сектор обстрела по горизонтали 270°, максимальный угол возвышения орудий составлял 15°. Поворот башен и вертикальная наводка орудий осуществлялись с помощью гидравлических приводов, подача боеприпасов — с помощью электрических приводов. Заряжание орудий производилось при фиксированном угле возвышения, но при любом угле поворота башни. Реальная скорострельность орудий составляла один выстрел в 2-2,5 минуты, из-за плохой конструкции замка. Орудия и башни главного калибра для «Петропавловска» были заказаны Обуховскому заводу, а для «Полтавы» и «Севастополя» Металлическому. Петропавловск строился быстрее других, а один комплект орудий на Металлическом заводе был готов раньше, поэтому решили его смонтировать на «Петропавловск», а на «Севастополь» установить пушки Обуховского завода. Окончательная стоимость одной башенной установки со сборкой составила 193 340 рубля. Боекомплект орудий, состоявший из 58 выстрелов на ствол, размещался вокруг оснований башен. На момент спуска на воду были самыми передовыми орудиями, но к моменту ввода в строй такое вооружение стало стандартным во многих флотах.
Артиллерия среднего калибра состояла из двенадцати 152-мм 45-калиберных пушек Канэ, из которых восемь орудий располагались в четырёх бортовых двухорудийных башнях, а ещё четыре — в батарее между этими башнями. Размещение средней артиллерии в башнях было применено на русских кораблях впервые. Углы обстрела носовых башен составляли 0-130°, кормовых — 45-180°, орудий в батарее — 100° (по 50° от траверза). Максимальный угол возвышения орудий составлял 15-18°, снижения — 5°. Приводы поворота башен и подачи боеприпасов — электрические, вертикального наведения — ручные. Теоретически скорострельность орудий составляла до 5 выстр./мин, на практике же у башенных орудий находилась в районе одного выстрела в минуту. Боекомплект орудий составлял 200 снарядов на ствол и размещался в погребах непосредственно под башнями, а также в специальных погребах в носовой и кормовой частях корабля вблизи оснований башен главного калибра.
Противоминная артиллерия состояла из десяти 47-мм и двадцати восьми 37-мм пушек Гочкиса. Противоминные орудия были разбросаны по всему кораблю. Они размещались по бокам носовой трубы, у грот-мачты, на корме, на боевом марсе и т. п.
Для вооружения десанта корабль имел две 63,5-мм пушки Барановского, которые могли устанавливаться как на тумбовые, так и на колёсные лафеты.

### Минное вооружение
Минное вооружение броненосца включало в себя шесть торпедных аппаратов — четыре 381-мм надводных и два 457-мм подводных. Из надводных аппаратов два неподвижных были размещены в оконечностях, ещё два — в подвижных установках за бронёй верхнего пояса (углы наведения 35° в нос и 45° в корму). Подводные аппараты были установлены в специальном отсеке перед носовой башней, с наклоном назад от траверза в 10°.
В специальном погребе под отделением торпедных аппаратов хранилось 50 сфероконических мин заграждения, которые предполагалось устанавливать с катеров и шлюпок.

### Энергетическая установка
Корабль имел две вертикальные паровые машины тройного расширения общей проектной мощностью 10 600 л. с. (на испытаниях удалось достичь мощности 11 213 л. с.). Машины для корабля были заказаны в Англии (фирма «Хоторн Лесли») за 1 130 500 рублей.
Пар для машин вырабатывали 14 цилиндрических котлов, дым отводился в две дымовые трубы. Вторая труба в плане была эллиптической: в неё выходили дымоходы шести котлов, а в первую — восьми. Машины вращали два четырёхлопастных винта диаметром 4,5 м. Запас угля составлял 700/1050 тонн (нормальный/полный), что должно было обеспечивать дальность плавания в 4500 миль 10-узловым ходом. В реальности дальность плавания при полном запасе угля составляла 3750 миль. По другим данным полный запас угля — 1200 или 1500 тонн.

### Оборудование
Электроэнергию на корабле вырабатывали пять генераторов, четыре на 640 А и один на 320 А.
Броненосец имел шесть прожекторов диаметром 75 см и углами действия от 180 до 220 градусов, располагавшихся попарно на площадках фок-мачты, грот-мачты и вентиляционной мачты между трубами.
В 1902 году, уже на Дальнем Востоке, на корабле установили радиостанцию с дальностью действия до 70 миль.
Набор малых судов был стандартным для корабля 1 ранга: два паровых минных катера (на кильблоках верхней палубы между башнями 152-мм орудий), два 20-вёсельных баркаса, два 16-вёсельных катера (все на спардеке), два 14-вёсельных катера, два вельбота и два яла (в рейдовом положении эти шлюпки висели на шлюпбалках, а в походном устанавливались вторым ярусом на спардеке). Для спуска и подъёма катеров и баркасов использовались четыре грузовых стрелы (по две на грот-мачте и вентиляционной мачте между трубами).
Якорное устройство включало классические адмиралтейские якоря весом около 6,5 т каждый и два вспомогательных якоря Мартина.

### Экипаж
Численность экипажа «Петропавловска» как флагманского корабля насчитывала до 750 человек. Экипаж самого корабля без прикомандированного штаба составлял до 21—27 офицеров и 605—625 прочих чинов.

### Окраска
После достройки корабль имел чёрный корпус, белые надстройки и палевые дымовые трубы. В дальнейшем окраска неоднократно менялась (так, при переходе на Дальний Восток корабль, за исключением жёлтых дымовых труб, был полностью выкрашен в белый цвет). К началу боевых действий все корабли Порт-Артурской эскадры стали зеленовато-оливковыми.

## История создания

### Предпосылки
В 1890 году в ответ на существенное усиление германского флота в России была принята программа ускоренного развития Балтийского флота, являвшаяся по сути вторым этапом 20-летней судостроительной программы 1881 года. В 1890—1895 годах планировалось построить 10 броненосцев, 3 броненосных крейсера, 3 канонерских лодки и 50 миноносцев. Первым броненосцем программы стал одиночный «Сисой Великий», далее было решено построить серию из трёх кораблей.

### Проектирование
За основу при создании проекта нового корабля был взят броненосец «Император Николай I», спроектированный для действий в океане и отличавшийся хорошей мореходностью. Эскизный проект корабля, утверждённый в январе 1891 года, фактически представлял собой увеличенного «Николая I» с дополнительными кормовой барбетной установкой главного калибра и четырьмя бортовыми барбетными установками с 203-мм пушками. Броневая защита состояла из полного пояса по ватерлинии. Однако достаточно быстро проект начал изменяться. В частности, была полностью пересмотрена схема бронирования корабля. В 1893 году, уже после начала строительства, было изменено вооружение: барбетные установки главного и вспомогательного калибра были заменены на башни, при этом 203-мм пушки были сменены более современными 152-мм орудиями Канэ. В итоге и внешне, и по характеристикам новые броненосцы мало походили на прототип.

### Название
Новые броненосцы получили названия, связанные с сражениями русской армии и флота в XVIII—XIX веках — «Петропавловск», «Полтава», «Севастополь». Название «Петропавловск» было дано в честь победы защитников Петропавловского порта на Камчатке в период Крымской войны, сумевших, несмотря на численный перевес врага (англо-французского флота), отбить нападение и тем самым заставивших противника покинуть русские воды. В русском флоте это название уже встречалось — в 1858 году кораблю, заложенному на верфи Нового Адмиралтейства в Санкт-Петербурге, было присвоено имя «Петропавловск». Это был 58-пушечный деревянный винтовой фрегат водоизмещением 6175 тонн. После обшивки броневыми листами и перевооружения в 22-орудийный батарейный корабль в 1866 году «Петропавловск» вошёл в состав действующих кораблей Балтийского флота и долгое время был флагманским кораблём эскадры адмирала Г. И. Бутакова. 4 января 1892 года старый фрегат был исключён из списков флота, и в том же году его имя перешло новому броненосцу.

### Строительство

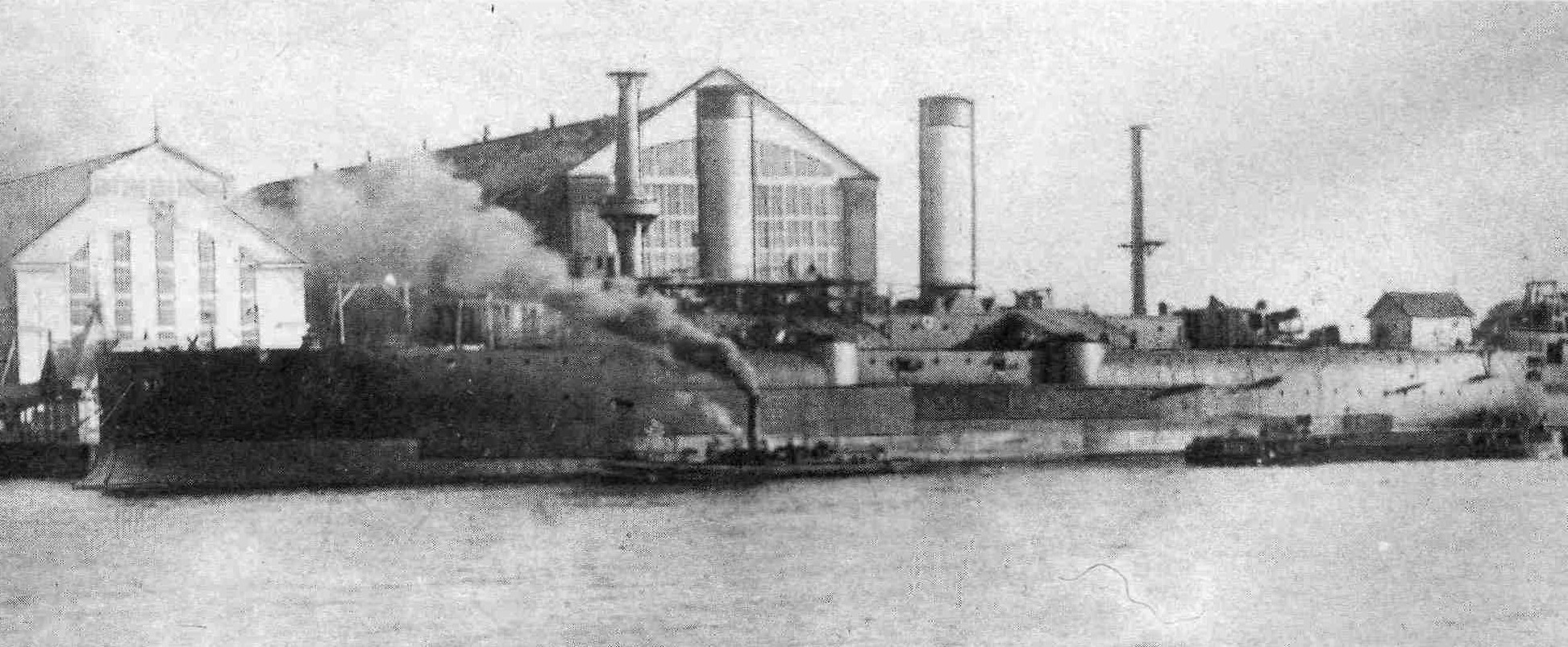
Броненосец «Петропавловск» в достройке, 1896 год.

Броненосец «Петропавловск» был заложен на Галерном островке в Санкт-Петербурге 7 мая 1892 года в торжественной обстановке в присутствии императора Александра III. Интересно, что официально закладка четырёх броненосцев (кроме серии однотипных кораблей типа «Полтава», закладывался и одиночный «Сисой Великий») была проведена в один день; фактически же работы начались раньше. В частности, «Петропавловск» был начат строительством 19 марта того же года. Руководить строительством нового броненосца было поручено инженерам В. Шведову и Е. Андрущенко. Стапельный период корабля занял более двух лет. 28 октября 1894 года броненосец был спущен на воду. Окончательная достройка корабля затянулась из-за задержек с поставкой брони и вооружения; полностью укомплектован «Петропавловск» был лишь к началу 1899 года. Казне броненосец обошёлся в 9 225 309 рублей.

### Испытания
«Петропавловск» вышел на испытания в октябре 1897 года, однако артиллерия и минное вооружение установлены ещё не были. В ходе испытаний выяснилось, что одна из машин не развила контрактной мощности, и корабль вернулся в порт. Новые испытания последовали через год; 14 октября 1898 года корабль в ходе 12-часового пробега смог развить среднюю скорость 16,38 узла и максимальную 16,86 узла при мощности машин 11 213 индикаторных л. с..

## Служба

### Начало карьеры

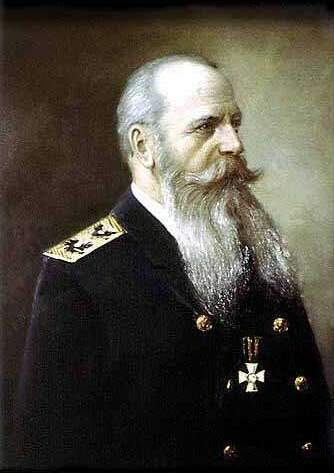
Адмирал Степан Осипович Макаров

В октябре 1897 года «Петропавловск» был переведён из Санкт-Петербурга в Кронштадт, где продолжал дооснащение. В 1898 году на нём установили артиллерию, осенью того же года корабль ушёл в Либаву на зимовку. Весной 1899 года корабль вернулся в Кронштадт. Броненосец был окончательно укомплектован лишь к лету того же года и 5 октября ушёл на Дальний Восток. Во время перехода на Средиземное море корабль попал в шторм в Бискайском заливе, во время которого продемонстрировал хорошие мореходные качества: легко всходил на волну, размахи бортовой качки достигали 20° с периодом 10—12 с. В то же время дала о себе знать недостаточная высота борта в носу.

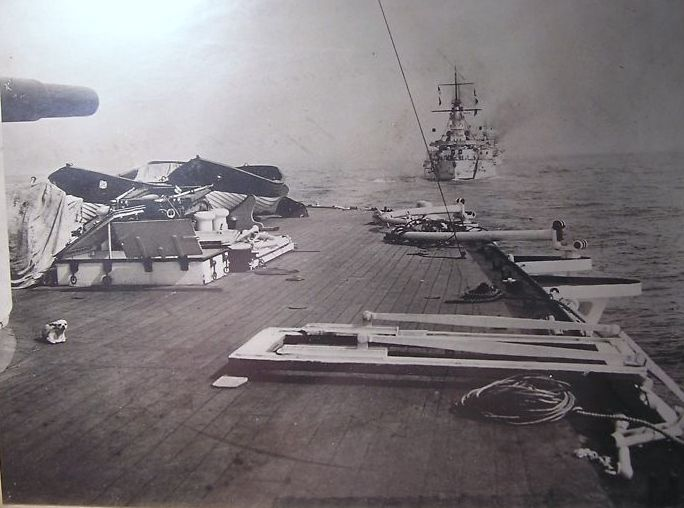
Вид на ют «Петропавловска» слева от башни кормового орудия главного калибра. В левом углу фотографии лежит корабельный пёс Манза (погиб вместе с броненосцем). В кильватере идут «Полтава», «Севастополь» и «Пересвет».

Незадолго до ухода, в сентябре 1899 года на корабль был назначен вахтенным начальником А. В. Колчак. На «Петропавловске» он надеялся продолжить свои исследования гидрологии северных районов Тихого океана, но по прибытии в Средиземное море он покинул корабль, получив предложение барона Э. В. Толля принять участие в полярной экспедиции.
В Порт-Артур броненосец прибыл в марте 1900 года и почти сразу принял участие в манёврах эскадры, которой в тот момент командовал вице-адмирал Я. А. Гильтебрандт. Манёвры, имитировавшие блокаду Порт-Артура, высадку десанта, ночные атаки миноносцев, маневрирование без огней и прочее, проходили 17—20 апреля. Экипаж «Петропавловска» показал отличную выучку, трижды обнаружив на дистанции около 15 кабельтовых без применения прожекторов «вражеские» миноносцы водоизмещением всего 120—140 т и по нескольку минут удерживая их под «огнём», что по тем временам означало их почти гарантированное уничтожение ещё до выхода в торпедную атаку.

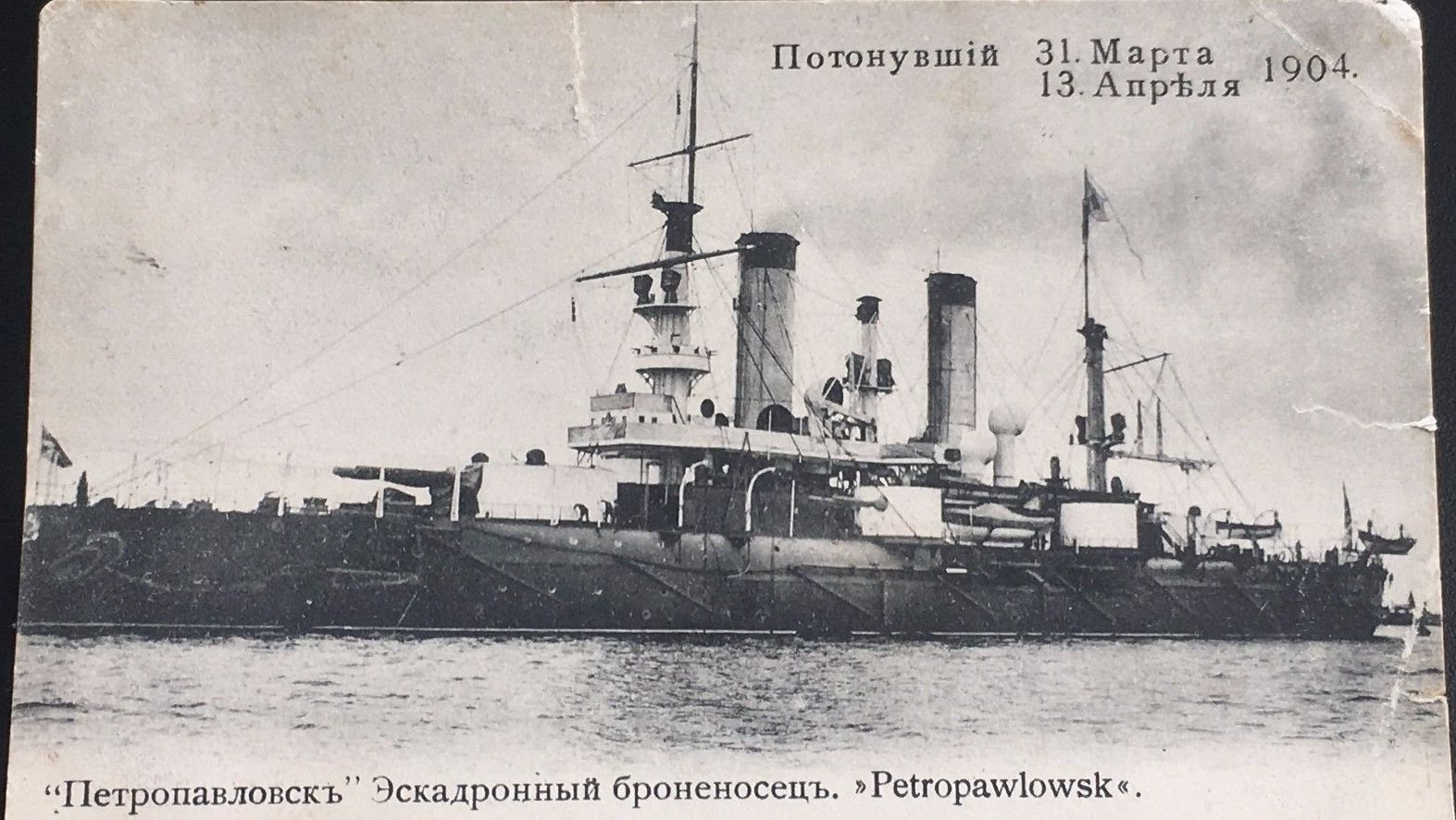
Почтовая открытка "Эскадренный броненосец "Петропавловск""

В 1900—1901 годах броненосец активно участвовал в подавлении боксёрского восстания в Китае. В частности, корабль под флагом младшего флагмана контр-адмирала Веселаго перевозил артиллерию и войска из Порт-Артура в Таку, потеряв за всё время боевых действий двух нижних чинов ранеными и двух контуженными. С 11 июня на нём держал флаг наместник вице-адмирал Е. И. Алексеев, руководивший боевыми действиями против восставших. В это же время произошла и смена начальника эскадры: вице-адмирал Я. А. Гильтебрандт, поддерживающий масштабное участие в операциях японцев, был отозван, и на его место назначен Н. И. Скрыдлов, первоначально поднявший флаг на броненосном крейсере «Россия», но уже при взятии Шанхай-Гуаня возглавивший на «Петропавловске» колонну союзных броненосцев. С тех пор «Петропавловск» оставался флагманом эскадры. С декабря 1901 года им командовал капитан 1-го ранга Н. М. Яковлев.
В 1902 году корабль прошёл ремонт машин с заменой одного из цилиндров, после чего на испытаниях легко развил 16,1 уз. С 9 октября того же года на нём держал свой флаг новый командующий эскадрой контр-адмирал О. В. Старк (произведён в вице-адмиралы в феврале следующего года). В 1903 году «Петропавловск» участвовал во всех манёврах и походах эскадры, в частности, в Чемульпо и Владивосток.

### Русско-японская война

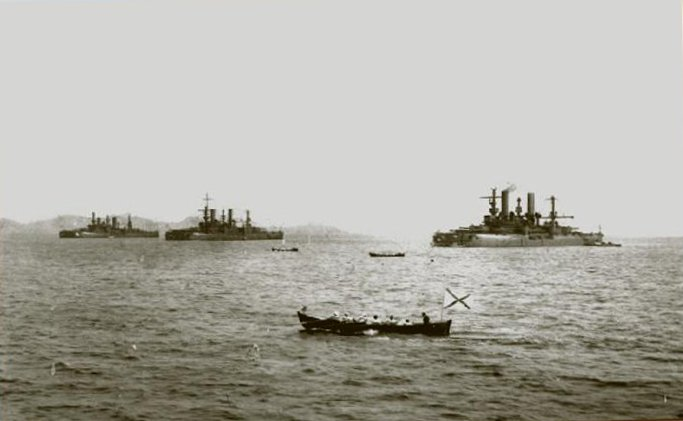
Броненосцы «Севастополь», «Полтава» и «Петропавловск» (справа) в море

В ночь на 27 января 1904 года «Петропавловск», как и большинство кораблей Тихоокеанской эскадры, находился на внешнем рейде под флагом командующего. Внезапно эскадра была атакована японскими миноносцами, выпустившими в общей сложности 16 торпед. Русская эскадра оказалась не готова к отражению атаки, возникла неразбериха (в частности, адмирал Старк в течение часа после начала атаки не верил, что началась война, и с флагманского «Петропавловска» передавались сигналы с требованием прекратить огонь). Японские торпеды миновали флагманский броненосец, но три корабля эскадры — новейшие броненосцы «Цесаревич», «Ретвизан» и крейсер «Паллада» получили повреждения.
Утром 27 января главные силы японского флота в составе шести броненосцев и девяти крейсеров, в том числе пяти броненосных, под командованием адмирала Х. Того появились у Порт-Артура. Бой с русской эскадрой, поспешно снявшейся с якоря, длился около сорока минут, после чего японская эскадра отошла, а находящиеся в меньшинстве русские корабли её не преследовали. Бой не принёс значимых результатов ни одной из сторон, хотя обе эскадры добились попаданий, а ряд кораблей получил повреждения.
«Петропавловск» выпустил за бой двадцать 305-мм и 68 152-мм фугасных снарядов, получив три попадания. 12-дюймовый снаряд, попавший в носовую часть по левому борту, убил одного и ранил четырёх человек. Другой такой же снаряд угодил в правый борт под носовой 152-мм башней, но пробить броню не смог. Его осколки повредили площадку орудия и трубу прибойника одной из пушек в этой башне. Шестидюймовым снарядом была пробита верхняя палуба в корме около левого сходного люка. В целом повреждения оказались незначительными и на боеспособность корабля никак не повлияли.
Итогом первых дней войны, когда было потеряно несколько кораблей, а инициативой полностью завладели японцы, стало снятие Старка и назначение командующим эскадрой вице-адмирала C. O. Макарова. Он прибыл в Порт-Артур 24 февраля и поднял свой флаг на крейсере «Аскольд», но через три дня перенёс его на «Петропавловск». В течение последующего месяца корабль вместе с эскадрой совершил пять выходов в море для отработки совместного маневрирования.
9 марта русская эскадра (флаг C. O. Макарова сначала на «Аскольде», а затем на «Петропавловске») в течение двух часов вела перестрелку с практически всем японским флотом (по 6 броненосцев, броненосных и бронепалубных крейсеров). Из-за большого расстояния (около 80 кабельтовых) существенных результатов эта канонада не дала, хотя «Победа», имевшая самую дальнобойную артиллерию, сумела добиться одного попадания 254-мм снарядом в японский броненосец «Фудзи».

### Гибель
Потерпев неудачу в попытках заблокировать выход из Порт-Артурской гавани пароходами-брандерами, адмирал Х. Того разработал новый план. Суть его заключалось в том, чтобы скрытно поставить напротив выхода из гавани минное заграждение, а затем выманить на него русскую эскадру отрядом — «приманкой» из крейсеров. Минная постановка была проведена в ночь на 31 марта минным заградителем «Корю Мару», наскоро переделанным из транспорта, под прикрытием четырёх отрядов миноносцев. Японский отряд был обнаружен, но не атакован, поскольку С. О. Макаров посчитал, что подозрительные корабли — русские миноносцы, направленные им в дозор: накануне вечером командующий флотом решил провести ночной поиск в районе островов Эллиот и в случае обнаружения противника атаковать его торпедами. Вскоре после выхода в море миноносцы «Смелый» и «Страшный» отстали от своего отряда, а затем и вовсе разлучились и действовали самостоятельно. Дойдя до Эллиота и не обнаружив там противника, отряд повернул обратно. Шесть кораблей благополучно вернулись в Порт-Артур. Отставший «Страшный» ночью наткнулся на один из отрядов японских миноносцев, прикрывавших постановку, и принял их за свои корабли, присоединившись к отряду. Японцы тоже приняли его за свой корабль, но когда на рассвете «Страшный» показал опознавательные сигналы, он был немедленно атакован и после непродолжительного боя потоплен. Вышедший на помощь миноносцу броненосный крейсер «Баян» также был обстрелян крейсерами противника и, подняв из воды 5 матросов, уцелевших из экипажа погибшего миноносца, полным ходом направился в базу.

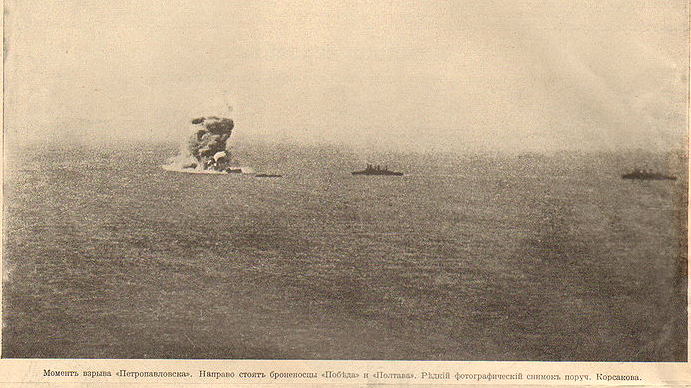
Броненосец «Петропавловск» — взрыв на мине, 31 марта 1904 г. Фото поруч. Корсакова.

Не ожидая выхода всех кораблей и не отдав приказа протралить рейд, С. О. Макаров в 7 часов повёл броненосцы «Петропавловск», «Полтава» и четыре крейсера к месту гибели «Страшного», успешно миновав минное поле. «Петропавловск» открыл огонь по японским крейсерам; японцы отступили на восток, где вскоре показались главные силы их флота. Русский отряд повернул к Порт-Артуру. Здесь к нему присоединились броненосцы «Победа» и «Пересвет», после чего С. О. Макаров вновь пошёл на сближение с противником. На этот раз курс вёл прямо на мины.
На мачте «Петропавловска» взвился сигнал: «миноносцам войти в гавань», и он на малом ходу начал поворот вправо. В 9.43 в носовой части корабля с правого борта раздался взрыв, пришедшийся на район носовой башни главного калибра. Боезапас сдетонировал. Силой взрыва были сброшены за борт носовая 305-мм орудийная башня, дымовые трубы и кожухи. Обрушившаяся фок-мачта разворотила командирский и ходовой мостики. Через минуту броненосец погрузился в воду носовой частью. Затем последовал взрыв котлов, после которого «Петропавловск», разломившись на две части, ушёл под воду. Вот как описывает один очевидец эту страшную катастрофу: «Я стоял на перепелочной горе, где собралась масса публики с биноклями и подзорными трубами. Все напряженно следили за движением эскадр, ожидая боя. Дул холодный ветер. Тем не менее, морской горизонт застилался синеватой дымкой — туманом. Сперва нам было не понятно, почему наши суда возвращаются на рейд, но вскоре мы заметили на восточной стороне появление неясных силуэтов — один, другой, третий, еще и еще… Вдруг около „Петропавловска“ показался столб дыма, один, другой с огромным пламенем. Раздались крики и вопли: „Петропавловск погибает!“ Не хочется верить, но его уже нет над водой…»

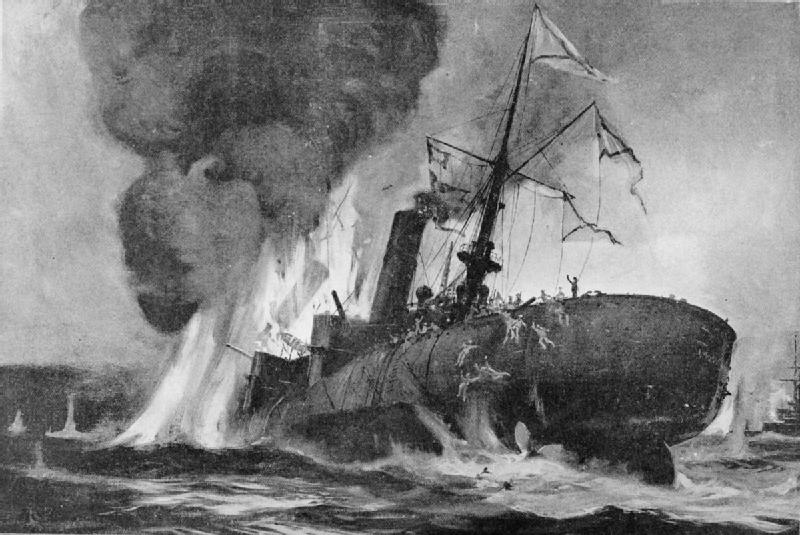
Рисунок — гибель броненосца «Петропавловск»

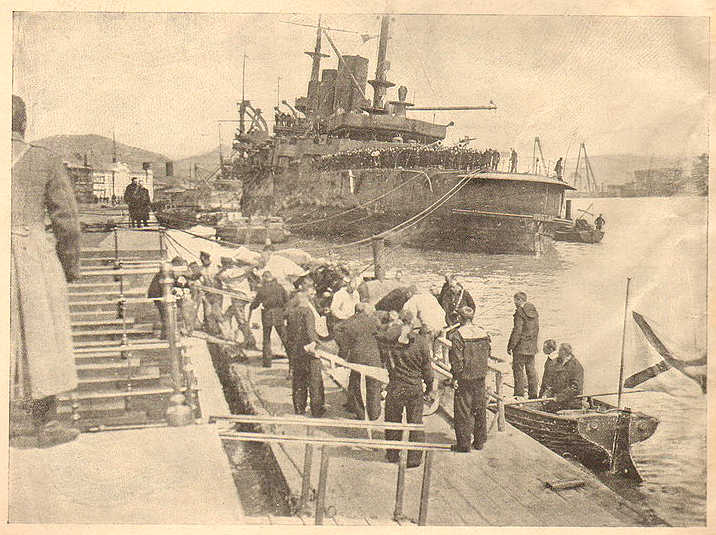
Вынос жертв взрыва «Петропавловска». На заднем плане поврежденная «Победа». 31 марта 1904г

Шлюпки с других кораблей бросились подбирать плававших в воде людей. Удалось спасти 80 человек (7 офицеров и 73 низших чина), включая командира корабля капитана 1-го ранга Н. М. Яковлева, а также начальника военно-морского отдела штаба командующего флотом на Тихом океане капитана II ранга великого князя Кирилла Владимировича (двоюродного брата императора Николая II).
Но поиски командующего флотом не принесли результатов. Вице-адмирал С. О. Макаров погиб вместе с 10 штабными офицерами, включая начальника штаба контр-адмирала М. П. Моласа, 17 или 18 корабельными офицерами, 620 или 652 матросами (данные о числе погибших в разных источниках отличаются), известным художником-баталистом В. В. Верещагиным, делавшим наброски для будущих картин во время похода.
Поврежден был при инциденте и броненосец «Победа», но сам вернулся в Порт-Артур. Гибель «Петропавловска» крайне отрицательно повлияла на боевую деятельность Тихоокеанской эскадры. Флот потерял не только один из броненосцев, но и талантливого руководителя и организатора обороны Порт-Артура вице-адмирала С. О. Макарова, пользовавшегося у личного состава любовью и уважением.
В числе погибших на «Петропавловске» был судовой священник иеромонах отец Алексей Раевский.
В числе свидетелей гибели «Петропавловска» был инженер Михаил Налётов, которого произошедшее натолкнуло на идею создания нового подкласса кораблей — подводных минных заградителей.

## Оценка проекта

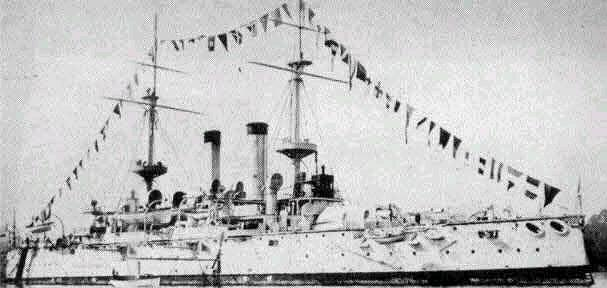
Японский броненосец «Фудзи», близкий по своим характеристикам к «Петропавловску»

«Петропавловск» был хорошо сбалансированным кораблём с неплохим сочетанием вооружения, защиты, скорости и мореходности. На момент спуска на воду он был одним из наиболее мощных в своём классе в мире, однако затянувшаяся достройка привела к тому, что броненосец вступил в строй одновременно с более современными кораблями. «Петропавловск» был создан в то время, когда прогресс в области военного кораблестроения шёл очень быстро, в результате чего его конструкция отражала и новейшие достижения в технике и имела немало уже устаревших элементов.
Орудия главного калибра и их башенные установки вполне отвечали всем предъявляемым требованиям, за исключением невысокой скорострельности.
Средняя артиллерия при хороших характеристиках самих пушек оказалась удачно расположена, но башенные установки были не слишком надёжны, имели невысокую скорость горизонтальной наводки, орудия в них по причине стеснённости боевого отделения, сложностей с подачей боеприпасов и других причин имели невысокую скорострельность; батарейные же орудия оказались совершенно незащищёнными. Кроме того, у русских пушек Канэ, особенно 152-мм, оказались недостаточно прочными подъёмные механизмы, нередко выходившие из строя при стрельбе на больших углах возвышения.
Противоминная артиллерия броненосца (47-мм и 37-мм пушки) к моменту его вступления в строй стала почти совершенно бесполезной, поскольку размеры новых эсминцев существенно увеличились, и стандартным средством для борьбы с ними стали пушки калибром 75-88 мм. Большинство торпедных аппаратов были надводными, что повышало уязвимость корабля в бою; кроме того, как показала практика, они оказались совершенно бесполезными, хотя в те годы они во всех странах признавались необходимым элементом вооружения броненосцев. Размещение большей части погребов боеприпасов в носовой и кормовой части корабля вне брони (вокруг основания башен главного калибра) снижало защищённость корабля, особенно от подводных взрывов, что в итоге сыграло роковую роль в его судьбе.
Машины «Петропавловска» оцениваются как современные и надёжные, скорость и мореходность — как удовлетворительные. Броненосцы этого типа стали последними в российском флоте, на которых были установлены огнетрубные цилиндрические котлы, на поднятие пара в которых уходило в несколько раз больше времени, чем на новых водотрубных котлах.
Схема бронирования корабля отражала концепции 1880-х годов, предусматривавшие защиту бронёй максимальной толщины машин, котлов и оснований башен. Главный пояс из 406-мм брони был практически неуязвим, но оконечности корабля никакой защиты, кроме карапасной броневой палубы, не имели, как и треть средней артиллерии. Для 1880-х годов такой подход был вполне оправдан, но с появлением в начале 1890-х годов скорострельной артиллерии среднего калибра с мощными фугасными снарядами небронированные оконечности могли быть быстро разрушены, что если бы и не привело к гибели, то, во всяком случае, почти лишило бы корабль боеспособности даже при отсутствии пробоин в броне.
Новейшие японские броненосцы «Микаса», «Асахи», «Сикисима» и «Хацусе» имели полный пояс по ватерлинии, защиту всей артиллерии среднего калибра (к тому же японские броненосцы имели на два 152-мм орудия больше), более адекватную противоминную артиллерию из двадцати 76-мм пушек, а также большую скорость. Авторитетный морской справочник «Джейн» за 1904 год оценивал боевую силу «Петропавловска» и новых японских броненосцев как 0,8 к 1 в пользу последних.
Но вот более старые японские броненосцы «Фудзи» и «Ясима», построенные примерно в то же время, что и «Петропавловск» (введены в строй осенью 1897 года), имели более мощный (до 457 мм), но и более короткий главный броневой пояс, также не закрывающий оконечностей (причём сами корабли были длиннее, а значит, площадь незабронированной ватерлинии у них была существенно выше). Верхний пояс японских броненосцев имел меньшую толщину (102 мм), но большую длину. Броневая палуба была толще — 63 мм против 51 мм у русского корабля. Артиллерия японского корабля была защищена хуже, чем у русского — из 10 средних орудий (на два меньше, чем у «Петропавловска») бронёй были защищены только четыре. Очень слабым было бронирование башен главного калибра — всего 102—152 мм, что едва не привело к гибели «Фудзи» в Цусимском сражении. Противоминная артиллерия японских броненосцев данного типа ко времени русско-японской войны состояла из шестнадцати 76-мм пушек. Защита от подводных взрывов по факту оказалась не лучше — «Ясима» затонул после подрыва на русской мине, хотя в его случае обошлось без взрыва погребов.

## Обследования затонувшего броненосца
В 1909 году корпус затонувшего судна, лежащий приблизительно в 2,5 милях от берега на глубине около 36 метров, приобрел предприниматель Сакурая Цериносукэ, рассчитывавший обнаружить судовую кассу и другие ценности. В октябре 1911 года появились первые слухи об обнаружении внутри корпуса корабля останков русских моряков, среди них и вице-адмирала С. О. Макарова. Официальные японские власти эти известия опровергли. В 1913 году, поступила информация: из кают, находившихся по левому борту кормовой части броненосца на средней и нижней палубах, были извлечены останки шести человек. Удалось опознать только одного — начальника штаба 1-й Тихоокеанской эскадры контр-адмирала Михаила Моласа, останки которого находились в его же каюте. Его прах вскоре был переправлен в Санкт-Петербург, где был захоронен. Другие пять моряков были похоронены японцами со всеми воинскими почестями на русском военном кладбище в Порт-Артуре 24 июня 1913 года; исходя из их обнаружения в офицерских каютах был сделан вывод, что этими моряками являются заведующий сухопутной частью штаба адмирала Макарова полковник А. П. Агапеев, флагманский артиллерист капитан 2 ранга А. К. Мякишев, капитан 2 ранга Н. А. Кроун, подполковник корпуса штурманов Коробицын и флагманский минный офицер К. Ф. фон Шульц. Сам корабль был обнаружен на дне разломившемся на две части, причём носовая часть оказалась лежащей на ровном киле, а кормовая — перевёрнутой вверх днищем. Предложения Сакурая Цериносукэ русскому правительству о продаже корпуса броненосца и о подъёме личных вещей погибших не встретили поддержки. Кроме того, с броненосца были подняты на поверхность снаряды, гильзы, серебряные и золотые изделия из офицерских кают (посуда), личные вещи ряда офицеров, документы.
Весной 2008 года научно-поисковая экспедиция Тихоокеанского флота планировала направиться к берегам Китая на поиски останков затонувшего броненосца «Петропавловск».
С момента своего создания в 2006 году центр обнаружил место гибели броненосного крейсера «Рюрик» и нашёл несколько подводных лодок.
С 21 октября 2011 года по 6 ноября 2011 года российская экспедиция вела работы по поиску броненосца. По результатам экспедиции было установлено точное место гибели броненосца «Петропавловск».

## Список офицеров и чиновников, находившихся на броненосце на момент гибели 31 марта 1904 года

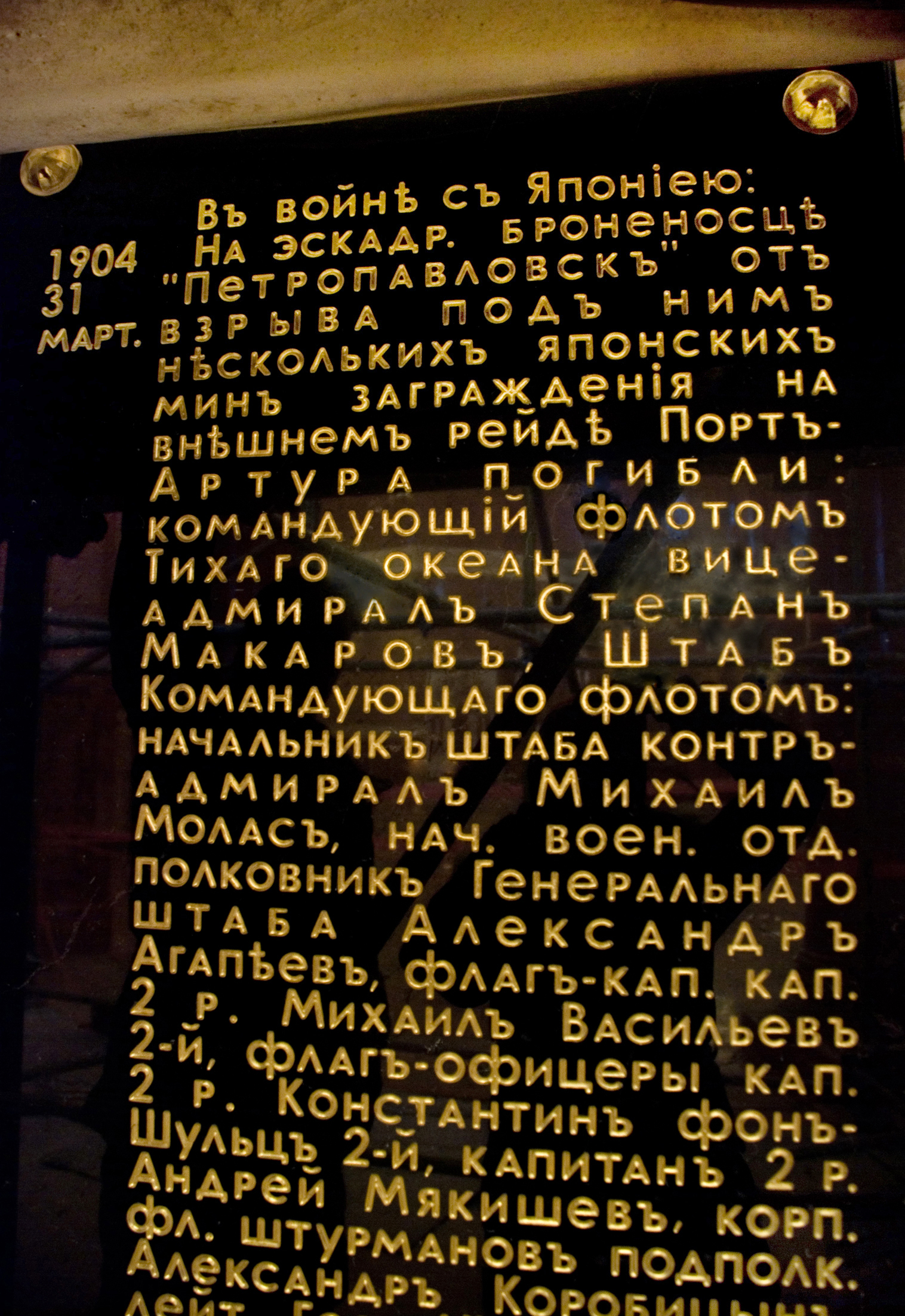
Памятная доска в Морском Никольском соборе (Кронштадт) морякам, погибшим при взрыве «Петропавловска». Восстановлена в 2013 г.

- Макаров, Степан Осипович, вице-адмирал — погиб
- Молас Михаил Павлович, контр-адмирал — погиб
- Великий Князь Кирилл Владимирович — спасен
- Агапеев, Александр Петрович, полковник Генерального штаба — погиб
- Васильев Михаил Петрович, капитан 2-го ранга — погиб
- Кубе Николай Фёдорович фон, лейтенант — погиб
- Шмидт Владимир Петрович, мичман — спасён
- Бурачек Павел Павлович, мичман — погиб
- Шульц, Константин Фёдорович фон, капитан 2-го ранга — погиб
- Мякишев Андрей Константинович, капитан 2-го ранга — погиб
- Коробицын Александр Александрович, подполковник — погиб
- Ладанов Константин Михайлович, титулярный советник — погиб
- Яковлев Николай Матвеевич, капитан 1-го ранга — спасён
- Ладыгин Александр Николаевич, лейтенант — погиб
- Клебек Николай Леонидович фон барон, мичман — погиб
- Окунев Алексей Константинович, мичман — погиб
- Акимов Петр Николаевич, мичман — погиб
- Унковский Константин Александрович, лейтенант — спасён
- Иениш, Николай Викторович, лейтенант — спасён
- Кнорринг Любим Николаевич, лейтенант — погиб
- Вульф Владимир Павлович, штурман — погиб
- Шлиппе Николай Густавович, мичман — спасён
- Лепешкин Петр Титович, мичман — погиб
- Перковский Антон Петрович, ст.инженер-механик — погиб
- Сейпель Генрих Фридрихович, мл.инженер-механик — погиб
- Смирнов Дмитрий Борисович, мл.инженер-механик — погиб
- Волкович Андрей Николаевич, надворный советник — погиб
- Костромитинов Иван Васильевич, надворный советник — погиб
- Шмидт Александр Александрович, титулярный советник — погиб
- о. Алексей (Раевский), иеромонах — погиб
- Кроун Николай Александрович, капитан 2-го ранга — погиб
- Верещагин, Василий Васильевич, художник — погиб
- Шишко Борис Оттович, мичман — погиб
- Бодиско Сергей Дмитриевич, мичман — погиб
- Дукельский Георгий Владимирович, лейтенант — спасён, умер в тот же день

## Память о «Петропавловске»

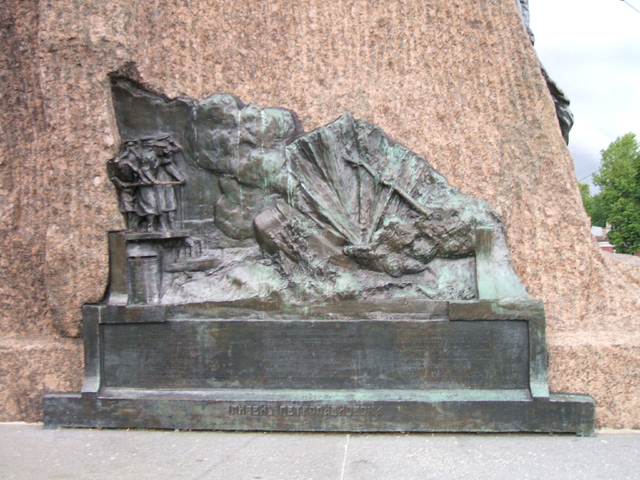
Рельеф памятника С. О. Макарову, изображающий гибель броненосца «Петропавловск»

24 июня 1913 года в Кронштадте в присутствии Николая II был открыт памятник вице-адмиралу С. О. Макарову. На одной из сторон постамента находится рельеф, изображающий гибель броненосца «Петропавловск».
К столетию гибели «Петропавловска» в Санкт-Петербурге освящена мемориальная доска с именами 635 членов экипажа флагмана русского Императорского флота во главе с вице-адмиралом С. О. Макаровым. Латунная плита установлена в часовне святого Николая Чудотворца морского храма «Спас-на-Водах».

## Другие корабли, носившие название «Петропавловск»
Во время русско-японской войны была уничтожена большая часть кораблей России. Восстановление флота связано с созданием линкора, получившего название «Петропавловск».
Корабль принимал участие в Первой мировой войне, в подавлении антисоветских восстаний на фортах Красная Горка и Серая Лошадь в 1919 году. В 1921 году экипаж «Петропавловска», на котором был создан Временный Революционный Комитет, выступил против власти большевиков, что привело к Кронштадтскому восстанию. В 1921 году кораблю было присвоено новое имя «Марат». Под этим именем линкор применялся в Советско-финской войне (1939—1940) и в Великой Отечественной войне. 23 сентября 1941 года линкор был потоплен в гавани Кронштадта немецкой авиацией, однако вскоре корабль (без носовой части, разрушенной взрывом) был поднят и введён в строй в качестве плавбатареи. В 1943 году кораблю было возвращено первоначальное имя «Петропавловск».
Его служба закончилась 4 сентября 1953 года.
Имя «Петропавловск» носил ещё один боевой корабль. Это был купленный у Германии тяжёлый крейсер типа «Адмирал Хиппер», заложенный в 1936 году на верфи «Дойчланд» в Бремене и изначально носивший имя «Лютцов». В феврале 1940 года СССР подписал соглашение о его приобретении, весной 1940 года корабль без вооружения был доставлен из Германии в Ленинград. Здесь на Балтийском заводе он находился на достройке. 25 сентября 1940 года корабль был переименован в «Петропавловск». К началу Великой Отечественной войны работы не были завершены, и было решено использовать его, как плавучую батарею. 7 сентября 1941 года крейсер открыл огонь по немецким войскам, подошедшим к Ленинграду. 17 сентября после тяжёлого повреждения, нанесённого немецкой артиллерией, «Петропавловск» лёг на грунт. В течение года на повреждённом крейсере велись спасательные работы, и в сентябре 1942 года корабль был доставлен в док Балтийского завода. В январе 1944 года крейсер принимал участие в прорыве блокады Ленинграда.
Поскольку в 1943 году линкору «Марат» было возвращено его предыдущее имя «Петропавловск», крейсер получил имя «Таллин». Корабль не достраивался, его корпус использовался как учебное судно, потом как плавучая казарма, а в 1958 году был исключён из состава флота.

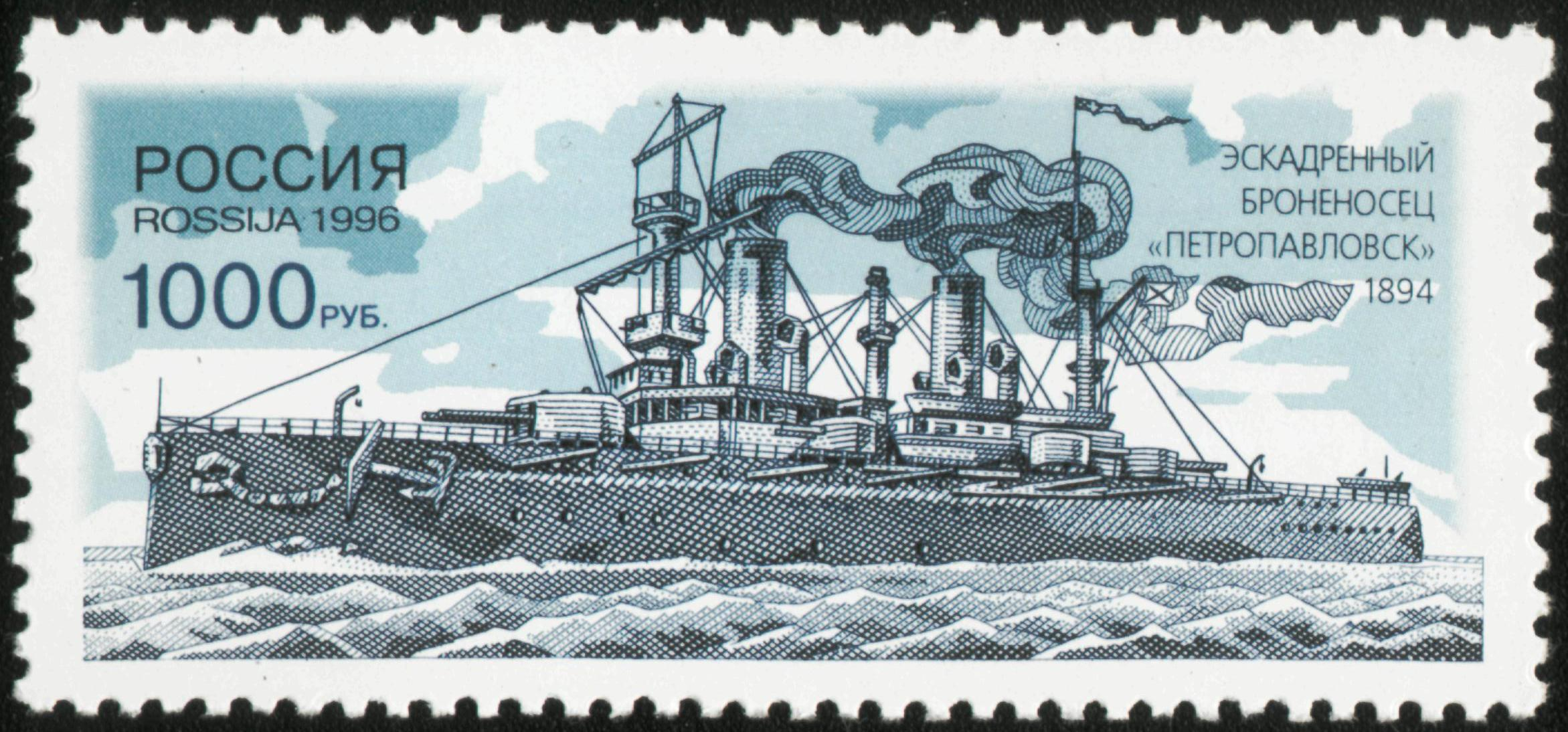
Броненосец на российской марке 1996 года

## Броненосец «Петропавловск» в сувенирно-игровой индустрии
- Корабль можно увидеть в морской стратегической игре Distant Guns: The Russo-Japanese War at Sea[46].
- Картонная модель броненосца в масштабе 1:200 выпускается польской фирмой Modelik[47].